# Christoffer Adolf Wendel
Christoffer Adolf Wendel, född 1659 i Walde, Mark-Brandenburg, död 28 juni 1709 i Poltava, var en svensk militär.

## Biografi
Christoffer Adolf Wendel föddes 1659 på Walde i Mark-Brandenburg. Han var son till överstelöjtnanten Johan Christoffer Wendel. Wendel blev 1665 underofficer vid Lützows regemente i biskopens av Münster tjänst och 1671 fänrik vid Bibows regemente i kurfurstens av Köln tjänst. Han blev 1673 löjtnant i kurfursten av Bayerns tjänst och 1675 löjtnant vid fyenska regemente i dansk tjänst. Wendel togs till fånga 1676 av svenskar vid slaget vid Halmstad och tillträdde då samma år i svensk tjänst vid änkedrottningens livregemente till fots. Han blev 18 februari 1678 löjtnant vid Södermanlands regemente och 14 augusti 1688 regementskvartermästare vid regementet. Wendel adlades 19 mars 1690 till Wendel och blev 30 april 1700 sekundkapten vid regementet. Den 20 oktober 1702 blev han premiärkapten vid regementet. Han avled 1709 i Poltava, jämte sina två söner.

### Familj
Wendel var gift med Christina Eva von Gröninger (1652–1699), dotter till kaptenen Casper von Gröninger och Anna Maria von Rülcken. De fick tillsammans barnen sekundkornetten Carl Gustaf Wendel (1684–1706) vid Norra skånska kavalleriregementet, Carl Gudmund Wendel (död 1704), Sofia Eleonora Wendel som var gift med borgmästaren Johan Ernst i Linköping, sergeant Casper Adolf Wendel (1689–1709) vid Södermanlands regemente, en dotter (död 1691), Christina Maria Wendel (1691–1766) som var gift med kyrkoherden Joachim Lithander i Östra Hargs församling och kyrkoherden Pehr Bogman i Östra Skrukeby församling, fältväbeln Johan Fredrik Wendel (död 1713) vid Upplands regemente och kaptenen Ernst Christoffer Wendel (1694–1757) vid Upplands regemente.